# بخش سپیدار
بخش سپیدار یکی از بخش‌های شهرستان بویراحمد در استان کهگیلویه و بویراحمد است.مرکز این بخش، شهر سپیدار است.
بخش سپیدار در تاریخ ۸ دی ۱۳۹۸ توسط هیئت دولت در شهرستان بویراحمد ایجاد گردید.

## تقسیمات کشوری
- بخش سپیدار
  - دهستان سپیدار
  - دهستان سیوکی

شهر: سپیدار

## جمعیت
براساس سرشماری عمومی نفوس و مسکن در سال ۱۳۹۵، جمعیت بخش سپیدار برابر با ۷،۸۰۳ نفر بوده‌است.